# Auto de Floripes

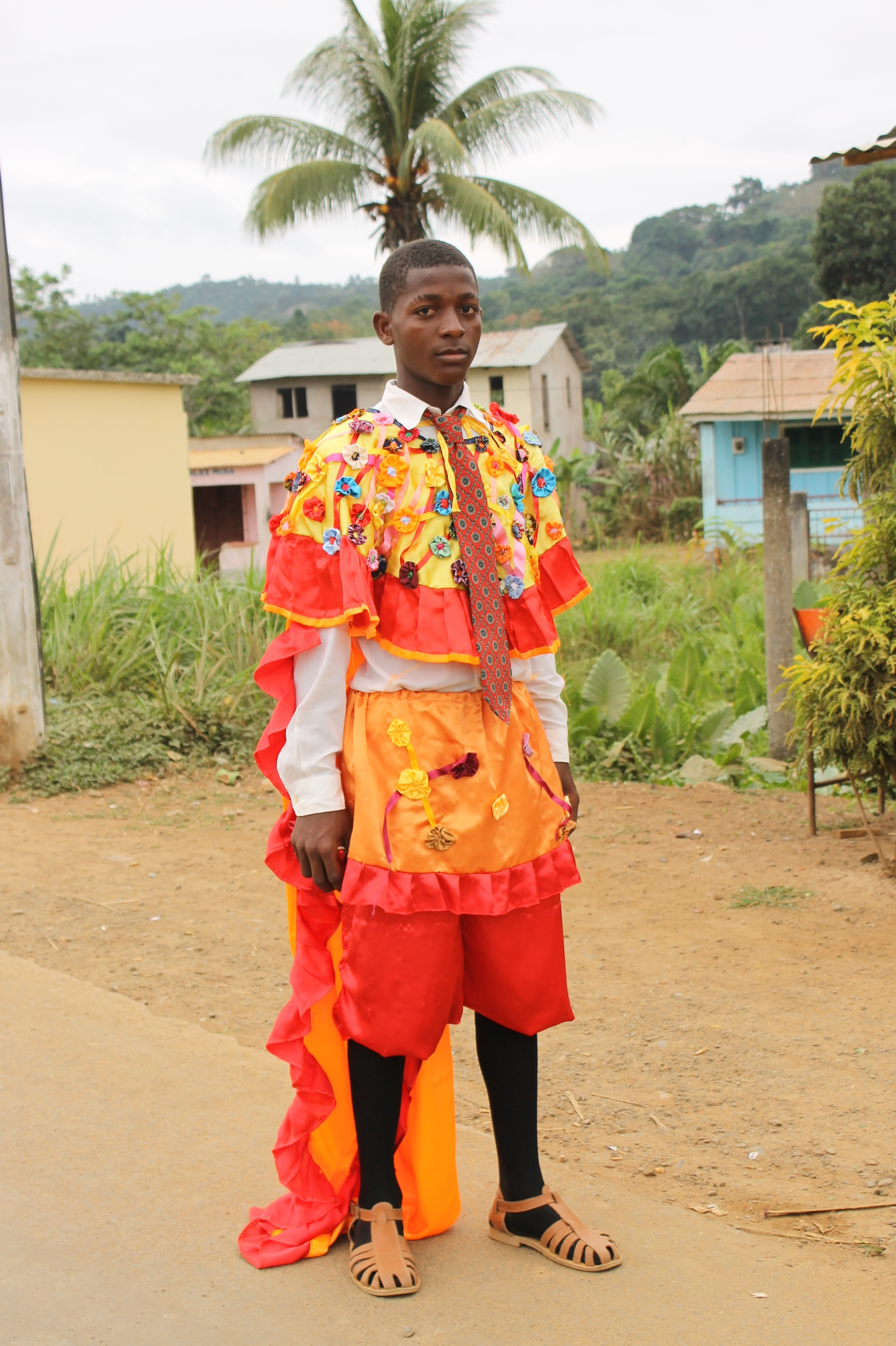
Un participant.

L'Auto de Floripes (ou Festa de São Lourenço) est une forme théâtrale populaire d'origine portugaise qui se tient chaque année autour du 10 août – jour de la Saint Laurent – à Santo António, sur l'île de Principe (Sao Tomé-et-Principe). Il attire des milliers de visiteurs venus assister à cette reconstitution historique des affrontements entre Chrétiens et Maures, à laquelle participe toute la population de l'île.
Comme le tchiloli propre à l'île de Sao Tomé, il puise son inspiration dans l'histoire de Charlemagne et des douze Pairs de France.
Le billet de 100 000 dobras, émis en 2008, représente au recto le poète et géographe Francisco José Tenreiro et au verso des hommes costumés portant des boucliers devant le monument de Floripes, lors d'une représentation de l'Auto de Floripes à Santo António.

### Filmographie
- Auto de Floripes, réalisé par António Lopes Fernandes, 1963, 60 min.
- Auto de Floripes, réalisé par António Reis (et al.), 1959
- Floripes: o Auto de Floripes na Ilha do Príncipe, réalisé par Teresa Perdigão et Alfonso Alves, 1998, 49 min.